# Зіна Гарман
Зіна Гарман (івр. זינה הרמן, уроджена Штерн, 28 серпня 1914 — 21 січня 2013) — ізраїльська політична діячка, член кнесету від політичної партії Маарах у 1969—1974 роках, а також очільниця ЮНІСЕФ з 1964 по 1966.

## Біографія
Зіна Гарман народилася у Лондоні, здобувала освіту в Лондонській школі економіки перш ніж емігрувати до Підмандатної Палестини, де працювала соцпрацівницею в Єрусалимському єврейському центрі спільноти у 1941—1943 роки. З 1943 по 1949 працювала в Молодіжній алії — спершу помічником голови, Генріетти Шольд, до смерті останньої, а потім на інших посадах. 1951 року стала членом делегації Ізраїлю до Організації Об'єднаних Націй, де вона працювала до 1955. У той час її обрали до правління ЮНІСЕФ як представницю Ізраїлю. З 1964 по 1966 її обрали головою Програмного комітету, а потім очільницею виконавчої ради. У рамках обов'язків очільниці вона отримувала Нобелівську премію миру, якою нагороджено ЮНІСЕФ 1965 року. З 1956 по 1967 була заступницею директора з Технічної підтримки в офісі прем'єр-міністра, після цього перейшла до Департаменту Міжнародних організацій у Міністерстві закордонних справ у 1957—1959 роки. 1959 року призначена головою Національного центру з демографії та працювала в Комісії з соціальної політики прем'єр-міністра як віцепрезидент у Міжнародній раді з соціального добробуту та Міжнародній комісії зі статусу жінок.
У 1969 обрана до кнесету по списку Маараху, була депутаткою впродовж одного скликання. Після її роботи в кнесеті заснувала й очолила Єрусалимську раду з добробуту дітей, а потім 25 років працювала представником Ізраїлю в управлінні верховного комісара ООН у справах біженців.
Гарман була в шлюбі з Аврагамом Гарманом, послом Ізраїлю до США та президентом Єврейського університету. Матір трьох дітей: Ілани — директорки Департаменту внутрішньої медицини в Госпіталі імені Сороки, Наомі Хазан — професорки політології, яка також була депутаткою кнесету від партії Мерец, а також Давида — професора педагогіки.